# Refuge des Évettes
Le refuge des Évettes est un refuge situé en France dans le département de la Savoie en région Auvergne-Rhône-Alpes.

## Géographie
Pour se rendre au refuge des Évettes, il faut partir du hameau de l’Écot ou du bourg de Bonneval. Dans le premier cas, le temps de randonnée est estimé à deux heures, et dans le second cas à trois heures.
Le refuge des Évettes est relié au refuge du Carro et à celui d'Avérole, ce qui permet de pratiquer des randonnées glaciaires.
Les ascensions possibles depuis le refuge sont :
- la gorge de la Reculaz et sa cascade ;
- l'Albaron ;
- le Plan des Évettes et son lac ;
- le glacier des Évettes ;
- le glacier du Grand Méan et son lac proglaciaire[2].

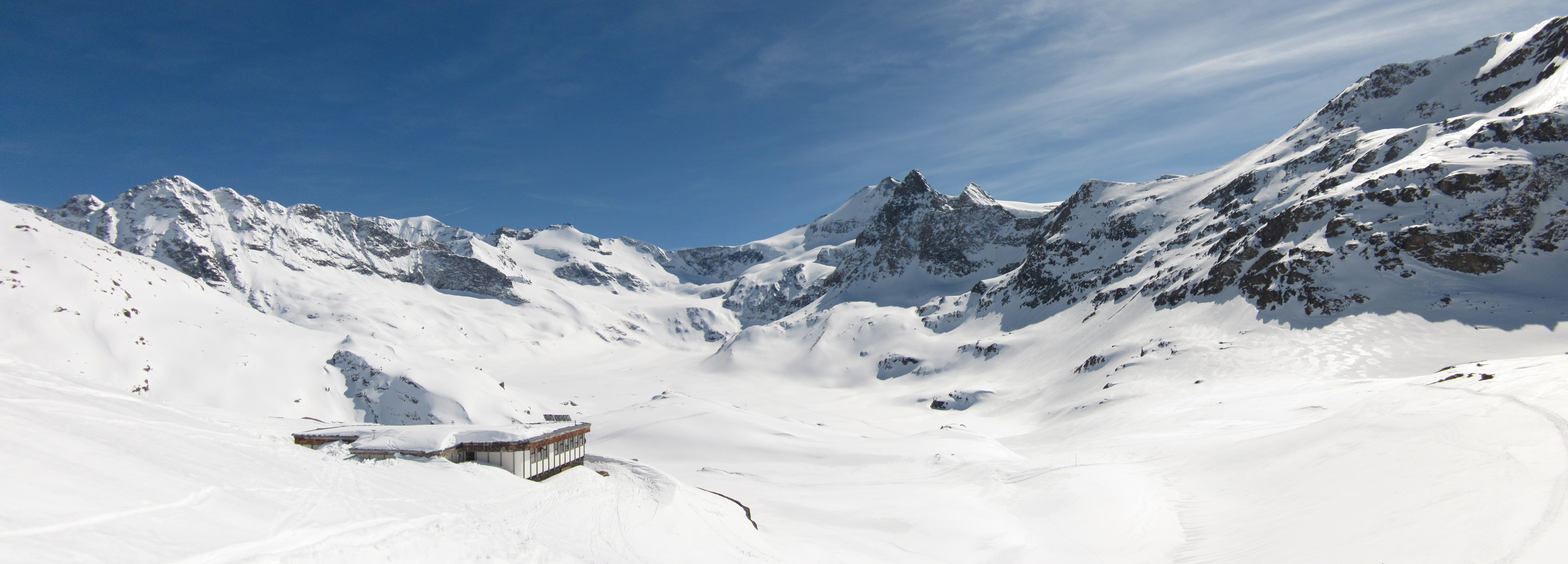
Panorama du refuge des Évettes.

## Histoire
Au début du XXe siècle, le refuge était un chalet en bois. En 1940, il est détruit lors de la bataille des Alpes. Après la Seconde Guerre mondiale, une baraque en tôle est édifiée. En 1969, un nouveau bâtiment est conçu par Guy Rey-Millet, Léon Petroff et Jean Prouvé,. En 2021, ce refuge ne respectant pas la réglementation sur la sécurité incendie, la Fédération française des clubs alpins et de montagne considère sa rénovation comme prioritaire. Son projet est cependant contesté par un collectif dirigé par Jean-François Lyon-Caen, enseignant d'architecture de montagne à Grenoble, qui estime l'impact environnemental excessif du fait de la part envisagée du béton.